# Klöveskogs kyrka
Klöveskogs kyrka är en kyrkobyggnad som sedan 2010 tillhör Bolstads församling (tidigare Grinstads församling) i Karlstads stift. Den ligger i södra delen av Melleruds kommun.

## Kapellet
Klöveskogs kyrka byggdes 1930-1933 som ett komplement till Grinstads kyrka av traktens egna snickare. Bygget finansierades med frivilliga medel. Insamlingen startade 1917. Kyrkan är ritad av arkitekt Göran Pauli.
Byggnaden är murad med vitt puts och har ett kraftigt västtorn. Det brutna sadeltaket är skiffertäckt och valmat över koret. Bortom koret finns en utbyggd sakristia, som döljs av altartavlan. Interiören är vitmålad med fasta bänkkvarter och mittgång.  

## Inventarier
- Altartavlan som symboliserar Jesus på korset har målats av Gösta Lundvall.
- Dopfunten av trä är snidad av konstnären Björn Köllner. Funten köptes in 1995 från företaget kyrktryck i Södermanland.
- Predikstol är samtida med kyrkan och tillverkad av Ernst Jansson i Ekebro, Grinstad.
- Inredning i övrigt är målad av Y Kernell. Silveruppsatsen och övrig utsmyckning har till stor del skänkts som gåvor till kyrkan.

### Orgel
- 1990 fanns här en elorgel med två manualer och pedal.
- Orgeln på läktaren i väster införskaffades runt år 2002 från Bredängs kyrka i Stockholm och sattes upp av Lindegren Orgelbyggeri AB. Enligt uppgift byggdes den 1967. Den är mekanisk och har tio stämmor fördelade på två manualer och pedal.[1]